# El Salvador de Muja
Muja (llamada oficialmente San Salvador de Muxa) es una parroquia española del municipio de Lugo, en la provincia de Lugo, Galicia.

## Otras denominaciones
La parroquia también es conocida por los nombres de El Salvador de Muja y O Salvador de Muxa.

## Organización territorial
La parroquia está formada por seis entidades de población, constando cuatro de ellas en el nomenclátor del Instituto Nacional de Estadística español:
- As Regas
- Campiña (A Campiña)
- Muxa de Abaixo
- Portela (A Portela)
- Urbanización Campiña
- Zarra

## Demografía
| Gráfica de evolución demográfica de Muja entre 2000 y 2020 |
|                                                            |
| Datos según el nomenclátor publicado por el INE.           |